# Shishani
Shishani è una circoscrizione rurale (rural ward) della Tanzania situata nel distretto di Magu, regione di Mwanza. Conta una popolazione di 15 302 abitanti (censimento 2012).